# Mesosoma (artrópodos)

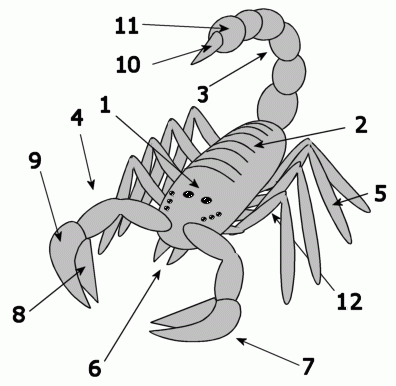
Anatomía de un escorpión:
1 = Prosoma;
2 = Mesosoma;
3 = Metasoma.

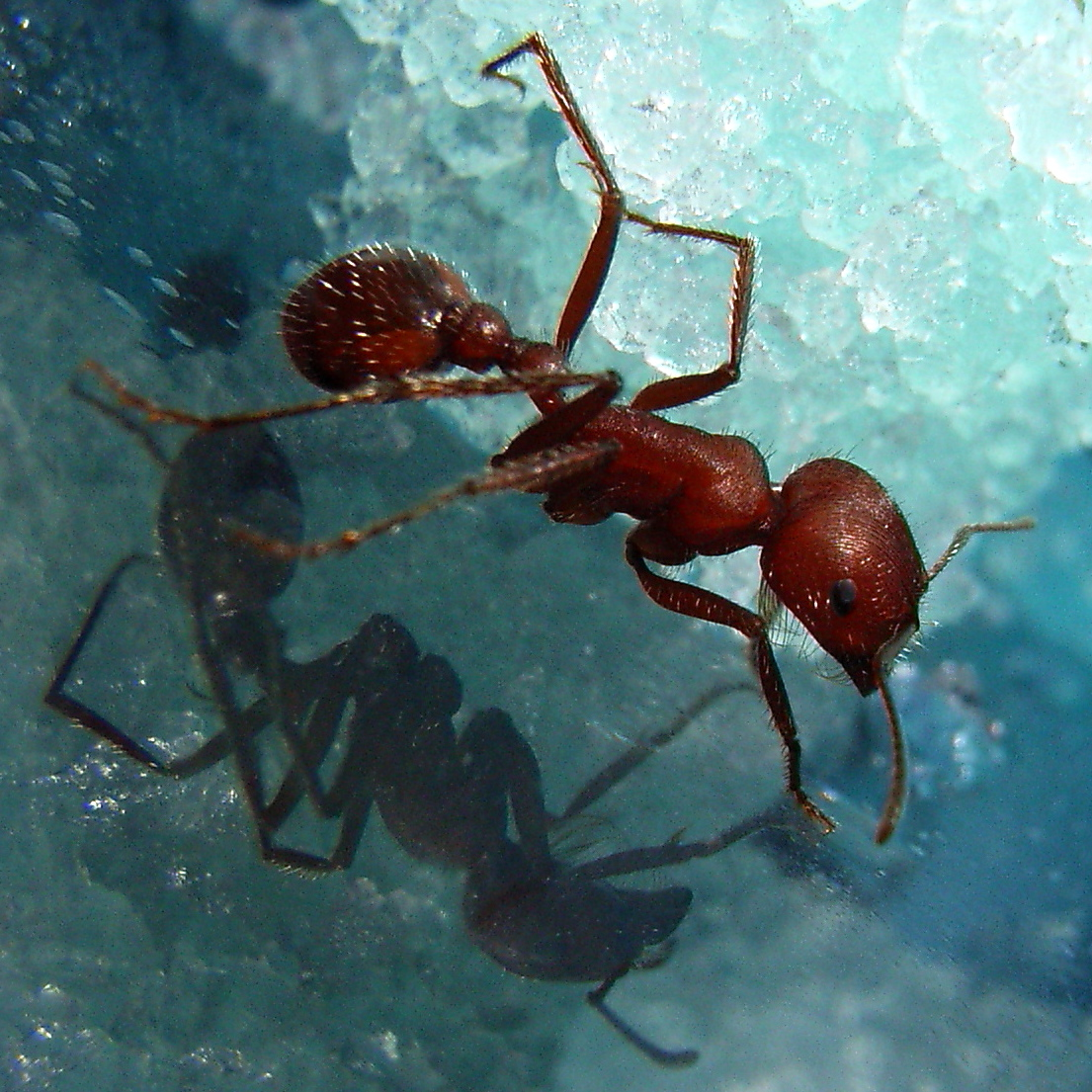
El mesosoma es claramente visible en esta hormiga: es la sección intermedia entre la cabeza y el metasoma.

El mesosoma es la parte media del cuerpo de un artrópodo. El cuerpo consiste de tres secciones o tagmas, las otras dos siendo el prosoma y el metasoma. Lleva las patas y, en el caso de los insectos alados, lleva las alas.
En los himenópteros apócritos (avispas, abejas y hormigas), el mesosoma consiste del tórax más el primer segmento abdominal; en estos insectos, el primer segmento abdominal se denomina propodeo y está fusionado con el segmento final del tórax.
En los escorpiones está compuesto de seis segmentos, forma la primera parte del abdomen y contiene los órganos principales. El primer segmento contiene los órganos sexuales así como un par de apéndices vestigiales y modificados que forman una estructura llamada opérculo genital. El segundo segmento tiene un par de órganos sensoriales plumosos. Los últimos cuatro segmentos contienen los pulmones laminares o en libros. El mesosoma está armado de placas quitinosas.
En otros arácnidos, como las arañas, el mesosoma está fusionado con el metasoma formando el opistosoma.